# 昆阳街道 (叶县)
昆阳街道是中华人民共和国河南省平顶山市叶县下辖的一个街道办事处。

## 行政区划
昆阳街道下辖以下村级行政区划单位：
东菜园社区、北关社区、北大街社区、南大街社区、南关社区、西菜园社区、西李庄社区、程庄村、大桥村、潘寨村、三里湾村、聂楼村、大王庄村、沟王村、陈庄村、堰口村、新湾李村、新李寨村和河阴店村。